# ユーリー・タム
ユーリー・タム (Jüri Tamm、1957年2月5日 - 2021年9月22日)は、ソビエト連邦（エストニア）の元陸上競技選手である。1980年及び1988年のオリンピックのハンマー投で銅メダルを獲得した選手である。また、1987年の世界陸上競技選手権大会でも銀メダルを獲得している。
タムは、1980年5月16日に80m46の世界新記録を樹立した。しかし、同じ日に、同じソ連のユーリ・セディフがすぐに彼の世界記録を破ってしまったため、彼が世界記録保持者であったのはほんのわずかの期間であった。

## 主な実績
| 年   | 大会           | 場所                     | 種目       | 結果 | 記録  |
| ---- | -------------- | ------------------------ | ---------- | ---- | ----- |
| 1980 | オリンピック   | モスクワ（ソビエト連邦） | ハンマー投 | 銅   | 78m96 |
| 1987 | 世界陸上選手権 | ローマ（イタリア）       | ハンマー投 | 銀   | 80m84 |
| 1988 | オリンピック   | ソウル（韓国）           | ハンマー投 | 銅   | 81m16 |

## 自己ベスト
- ハンマー投 – 84m40 (1984年9月9日、世界歴代8位)